# Tombeaux des Ming
La dynastie des Ming a régné sur la Chine entre 1368 et 1644. Leurs tombeaux ont été classés au Patrimoine mondial en 2000  et 2003.

## Histoire
En 1961, la nécropole des Ming est inscrite à la protection nationale chinoise des vestiges et monuments; en 1982 elle est inscrite aux sites célèbres  nationaux importants chinois; et enfin en 2003, elle est inscrite sur la liste du patrimoine culturel mondial par l'UNESCO. Les immenses bâtiments de la nécropole sont complets et bien préservés, et abritent les dépouilles de 13 empereurs, 23 impératrices, 1 concubine supérieure et des concubines accompagnées. 
La nécropole est située à 50 km au nord-ouest de Pékin et à 10 km au nord de Changping. Sur un territoire de 40 km2, et d'une dimension de neuf kilomètres de longueur sur sept de largeur, le site se trouve dans une cuvette fermée à l'est, à l'ouest et au nord par les contreforts des monts Yanshan et au sud des monts Tian Shou. Il est organisé selon la géomancie traditionnelle chinoise (Feng shui) et est disposé en fer à cheval.

## Voie des esprits
La voie des esprits est l'entrée de la nécropole impériale. Longue de sept kilomètres, elle est érigée sous le règne de l'empereur Jiajing.
Environ 1 km après le début de la voie des esprits, se trouve la « grande porte » (dahongmen), imposante porte en marbre à trois baies et couverte de tuiles jaunes. Le portail central était réservé au passage des cercueils impériaux et tous les cortèges qui entraient sur le site pour offrir des sacrifices devaient passer par cette porte. Elle est érigée en 1540. À partir de cette Grande Porte, une muraille d'enceinte d'environ 40 kilomètres de long entourait entièrement la nécropole en suivant la configuration du terrain.
Le Pavillon de la stèle (beiting) qui possède un double toit aux rebords en saillie. Toute personne officielle, habilitée à pénétrer dans la nécropole, devait descendre de cheval, y compris l'empereur. Aux quatre coins du pavillon sont érigées quatre colonnes (huabiao) en marbre blanc, sculptées de motifs en forme de nuages et de dragons. Le centre du pavillon accueille une énorme tortue, symbole d'immortalité en Chine, portant sur son dos la plus grande stèle de Chine, haute de dix mètres, fabriquée en 1425. Cette stèle, nommée « Stèle du Chang Ling des Grands Ming dédiée aux mérites divins et aux vertus sacrées de l'empereur », porte d'un côté une inscription de trois mille caractères rédigée par l'empereur Hongxi, et de l'autre côté une composition poétique de l'empereur Qianlong.
Au-delà, la voie des esprits passe entre deux colonnes (wangzhu) décorées de nuages, puis sur huit cents mètres entre deux rangées de trente-six statues d'animaux et de mandarins en pierre au milieu de la végétation: quatre lions, quatre licornes (xieshi), quatre chameaux, quatre éléphants, quatre chimères (qilin), et quatre chevaux, présentés tous alternativement accroupis et debout, et également quatre mandarins militaires, quatre mandarins civils et quatre mandarins lettrés (ou émérites). Toutes ces grandes statues sont taillées dans un seul bloc de pierre, et constituent chacune un ouvrage d'art magistral. La statuaire symbolisant la garde d'honneur de l'empereur vise avant tout à orner le mausolée pour former un cortège funèbre.
Cette portion de la voie des esprits se termine par une dernière porte, celle du « dragon et du phénix » (longfengmen), symbolisant respectivement l'empereur et l'impératrice.

## Plan type des tombeaux
Les treize tombeaux sont disséminés sur tout le site et se présentent tous sur le même plan. Seule la taille les distingue. Une enceinte entoure trois cours séparées par quatre bâtiments : 
- une « porte du palais » qui marque l'entrée du tombeau ;
- une « porte des Faveurs éminentes » (ling en) à trois ou cinq ouvertures ;
- un « palais des Faveurs éminentes » (ling en'dian) à sept ou neuf travées. C'est dans cette salle que l'empereur et l'impératrice se recueillaient devant la tablette du défunt ;
- enfin un mur circulaire (baocheng) soutenant une butte de terre imposante qui renferme les dépouilles de l'empereur et de l'impératrice, surmonté d'une « tour de la stèle » à son extrémité antérieure. Devant la tour de la stèle se trouve une table de pierre sur laquelle sont posés les wugong, c'est-à-dire les cinq objets rituels : un encensoir, deux chandeliers et deux vases de pierre.

## Liste des 13 tombeaux
- Le tombeau Changling de l'empereur Yongle (1402-1424)
- le tombeau Xianling de l'empereur Hongxi (1424-1425) (ne se visite pas)

- le tombeau Jingling de l'empereur Xuande (1425-1435) (ne se visite pas)

- le tombeau Yuling de l'empereur Zhengtong (1435-1449 et 1457-1464) (ne se visite pas)

- le tombeau Maoling de l'empereur Chenghua (1464-1487) (ne se visite pas)

- le tombeau Tailing de l'empereur Hongzhi (1487-1505) (ne se visite pas)

- le tombeau Kangling de l'empereur Zhengde (1505-1521) (ne se visite pas)

- le tombeau Yongling de l'empereur  Jiajing (1521-1567) (ne se visite pas)

- le tombeau Zhaoling de l'empereur Longqing (1567-1572)

L'empereur est enterré avec ses trois épouses.
- le tombeau Dingling de l'empereur Wanli (1572-1620)

- le tombeau Qingling de l'empereur Taichang (1620)

- le tombeau Deling de l'empereur  Tianqi (1621-1627)

- le tombeau Siling de l'empereur Chongzhen (1628-1645)

## Autres nécropoles Ming
- Le premier empereur Ming, Hongwu (1368-1398), fondateur de la dynastie, est enterré au tombeau Xiaoling à Nankin qui était alors sa capitale.

- Son petit-fils et successeur Jianwen (1398-1402) a été détrôné par son oncle Yongle en 1402 et personne ne sait ce qu'il est devenu. Sans doute a-t-il été tué lors de l'incendie de son palais.

- Jingtai (1449-1457), considéré comme un usurpateur, n'a plus été reconnu empereur après sa mort et est enterré à l'ouest de Pékin.

## Galerie d'images

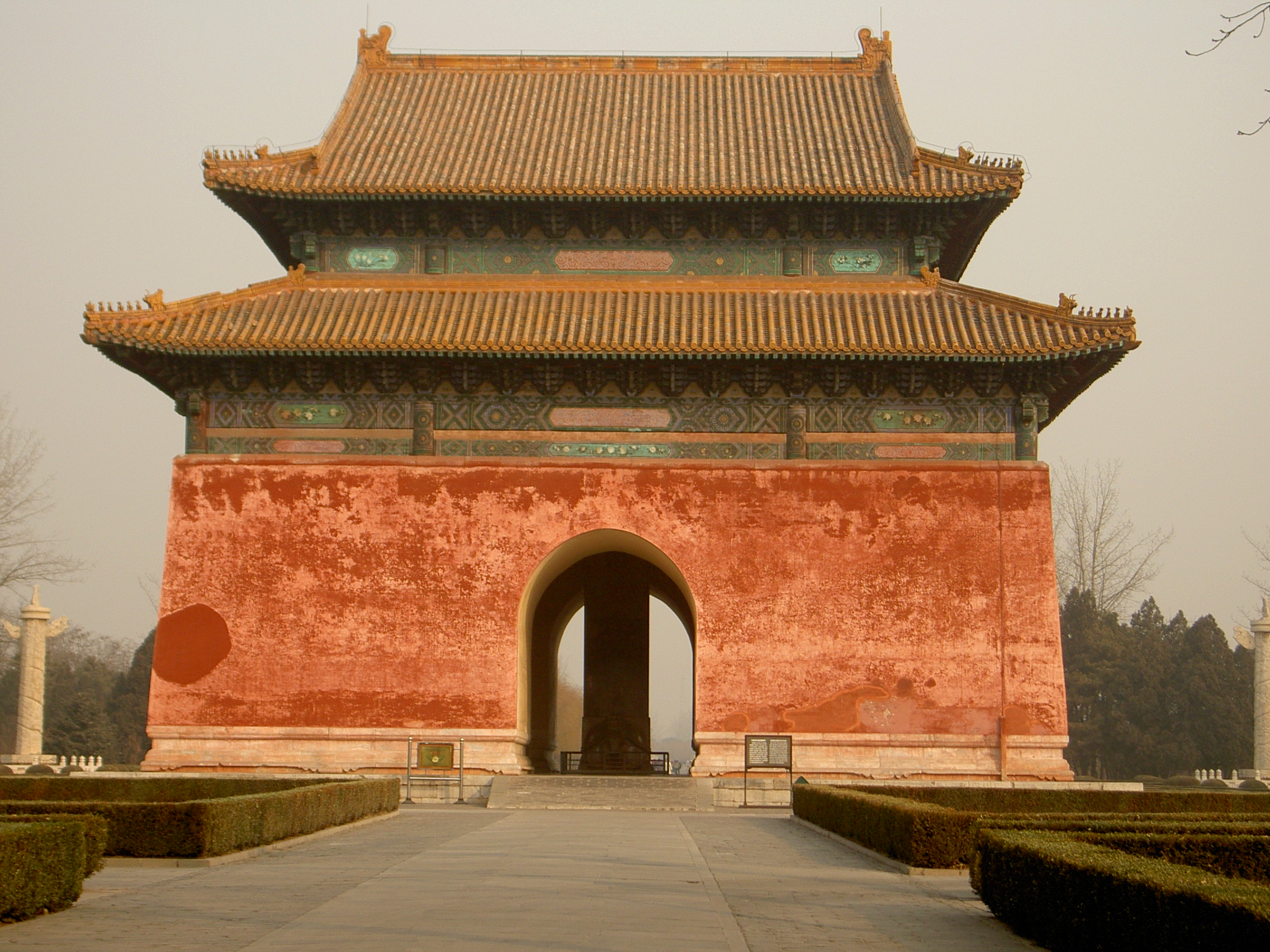
Pavillon de la Stèle
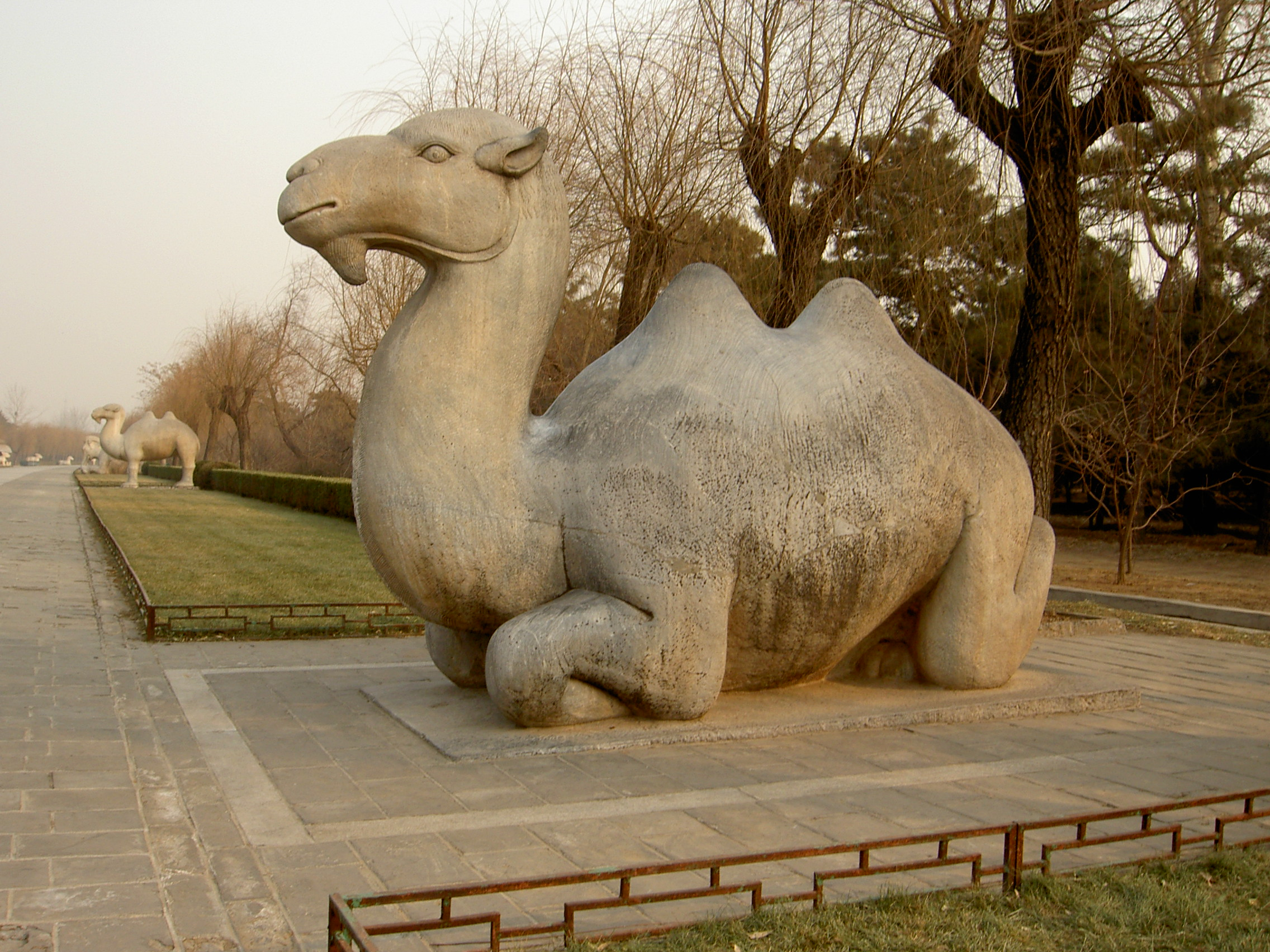
Statue de pierre de Chameau
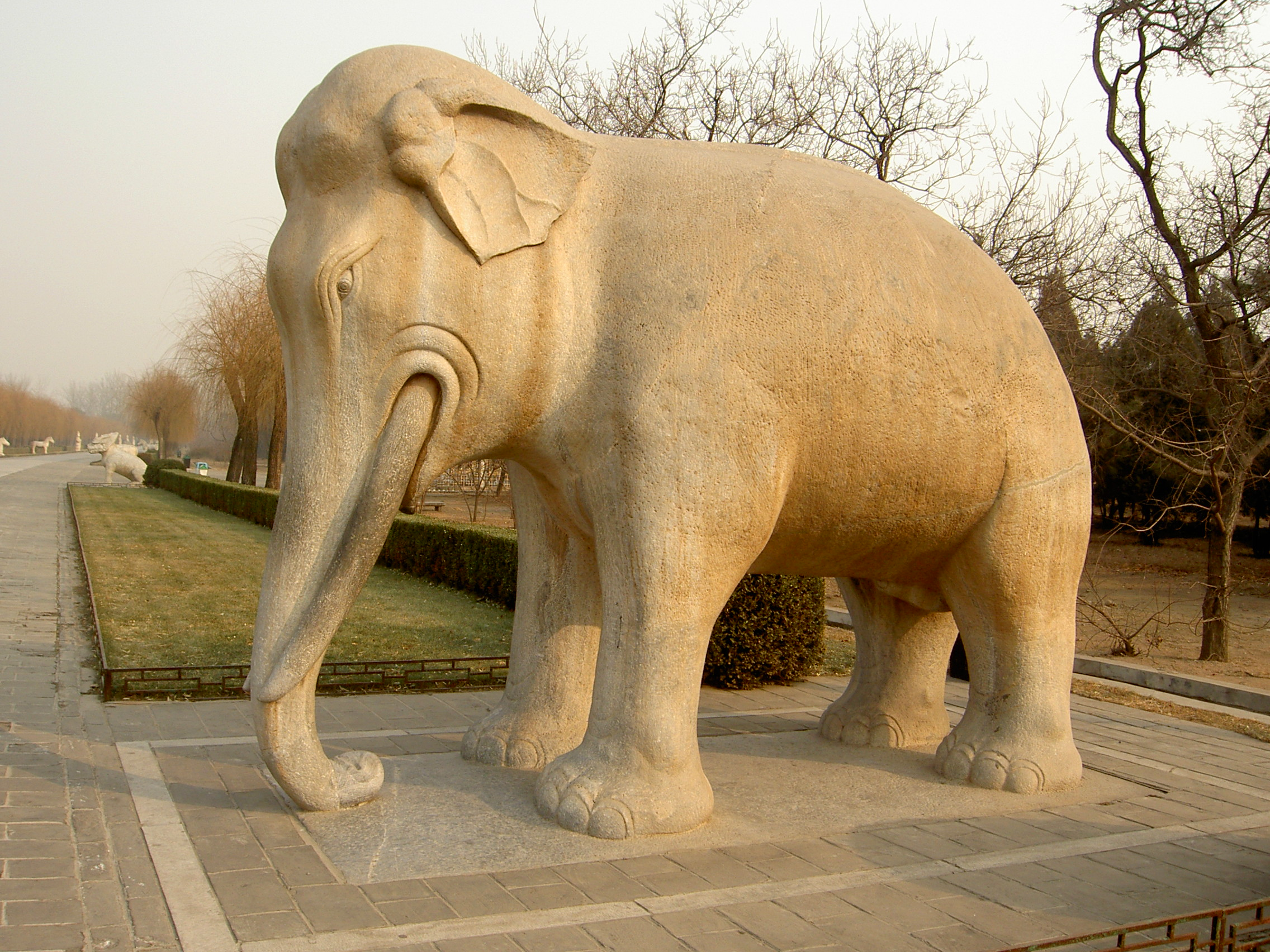
Statue de pierre d'Éléphant
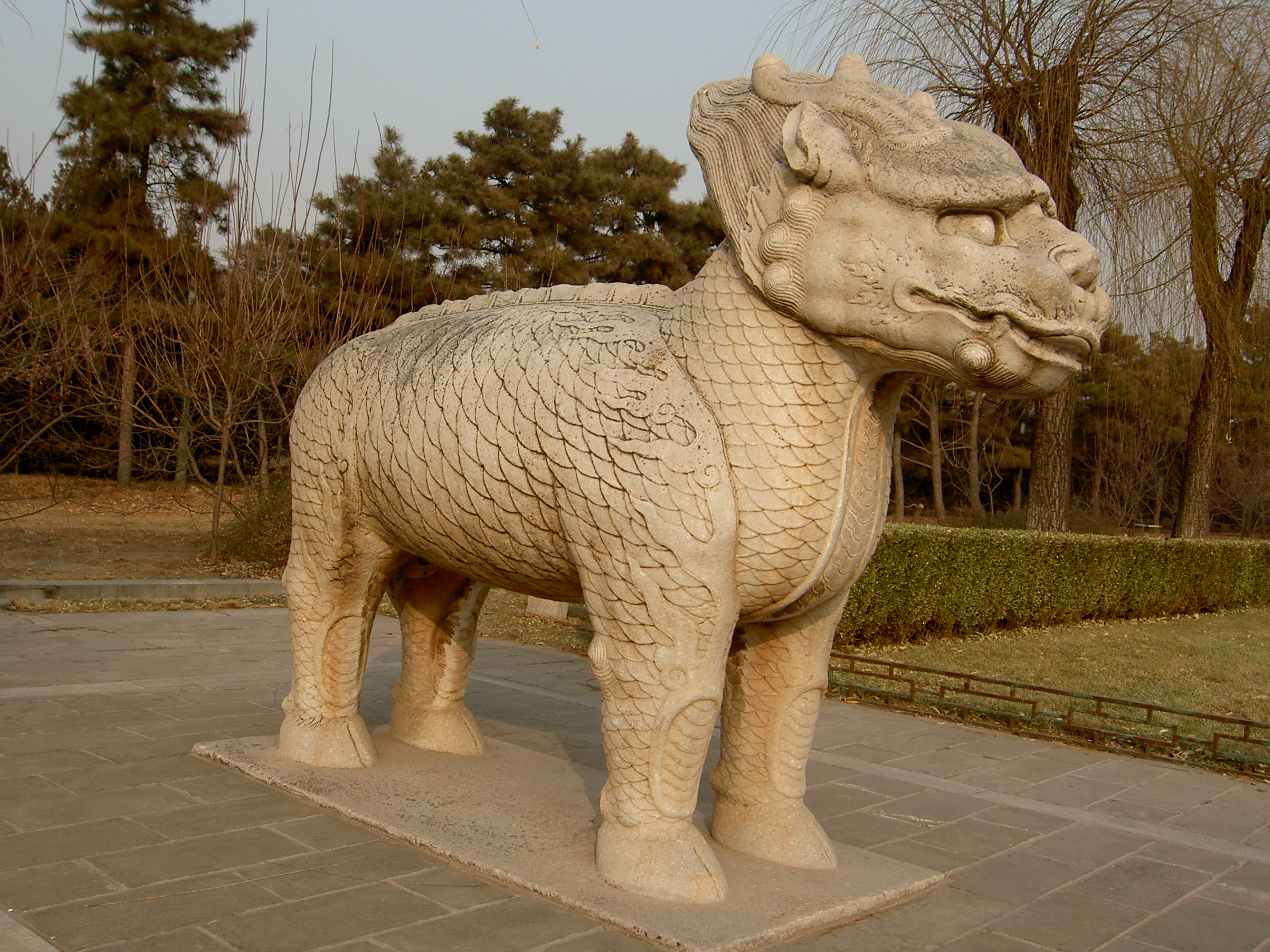
Statue de pierre de Chimère
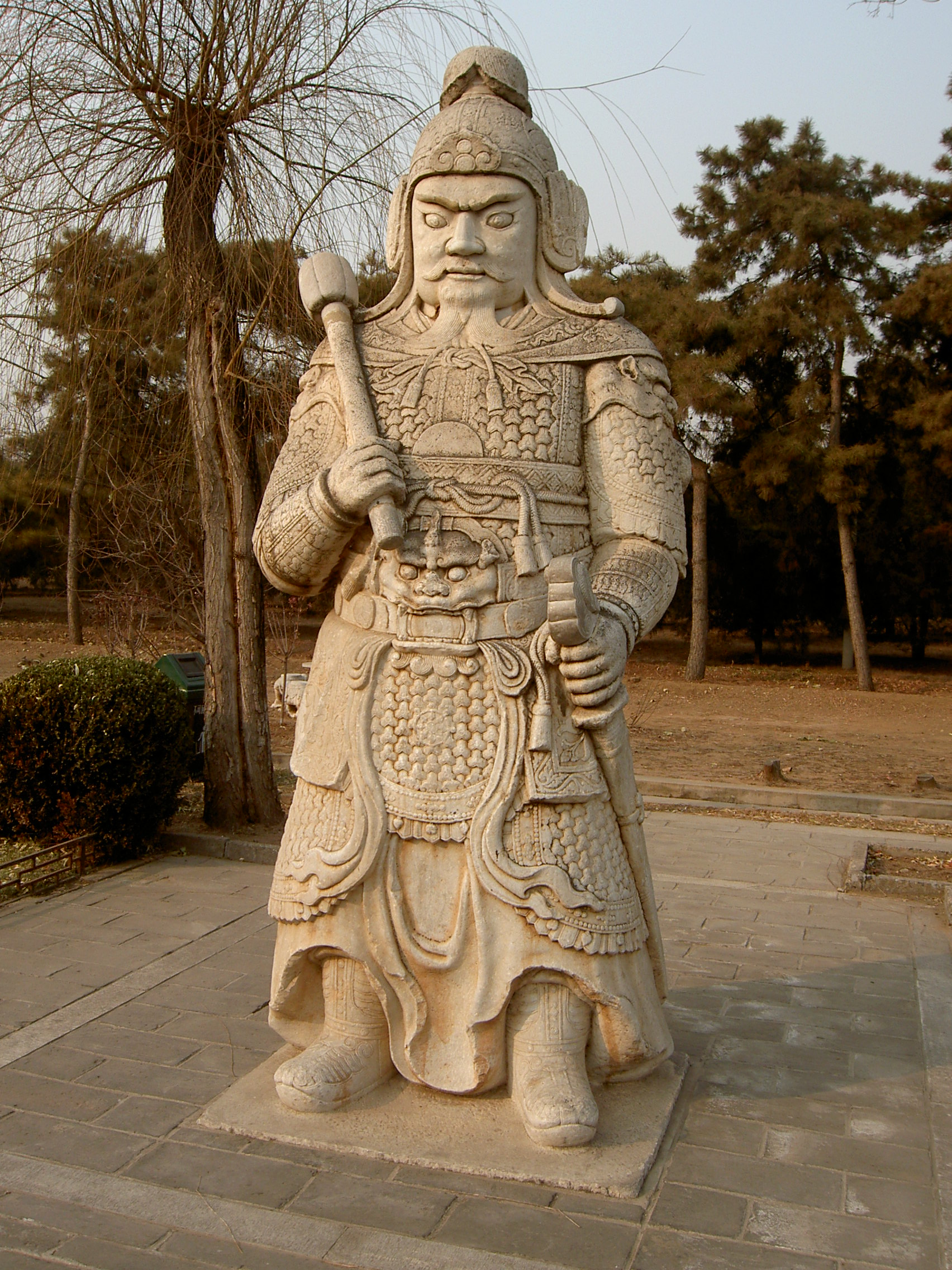
Statue de pierre de mandarin militaire
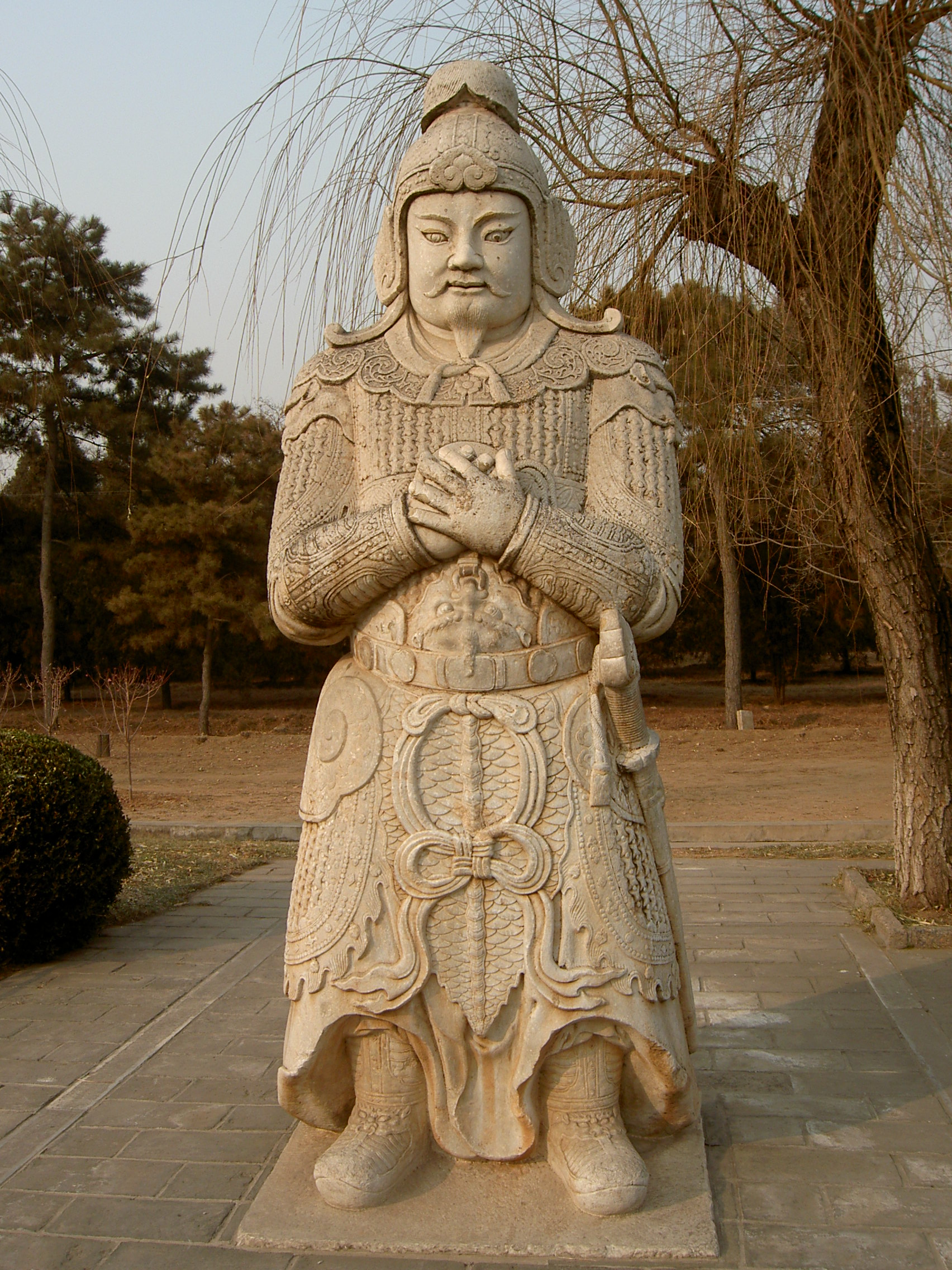
Statue de pierre de mandarin militaire
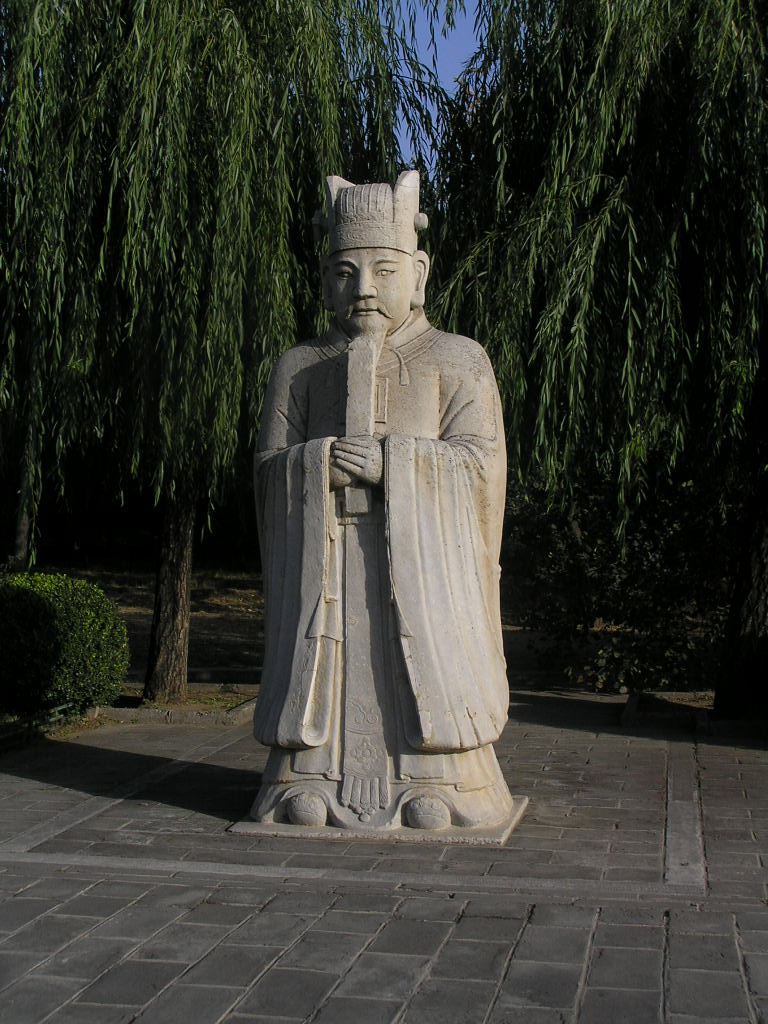
Statue de pierre de mandarin civil ou lettré
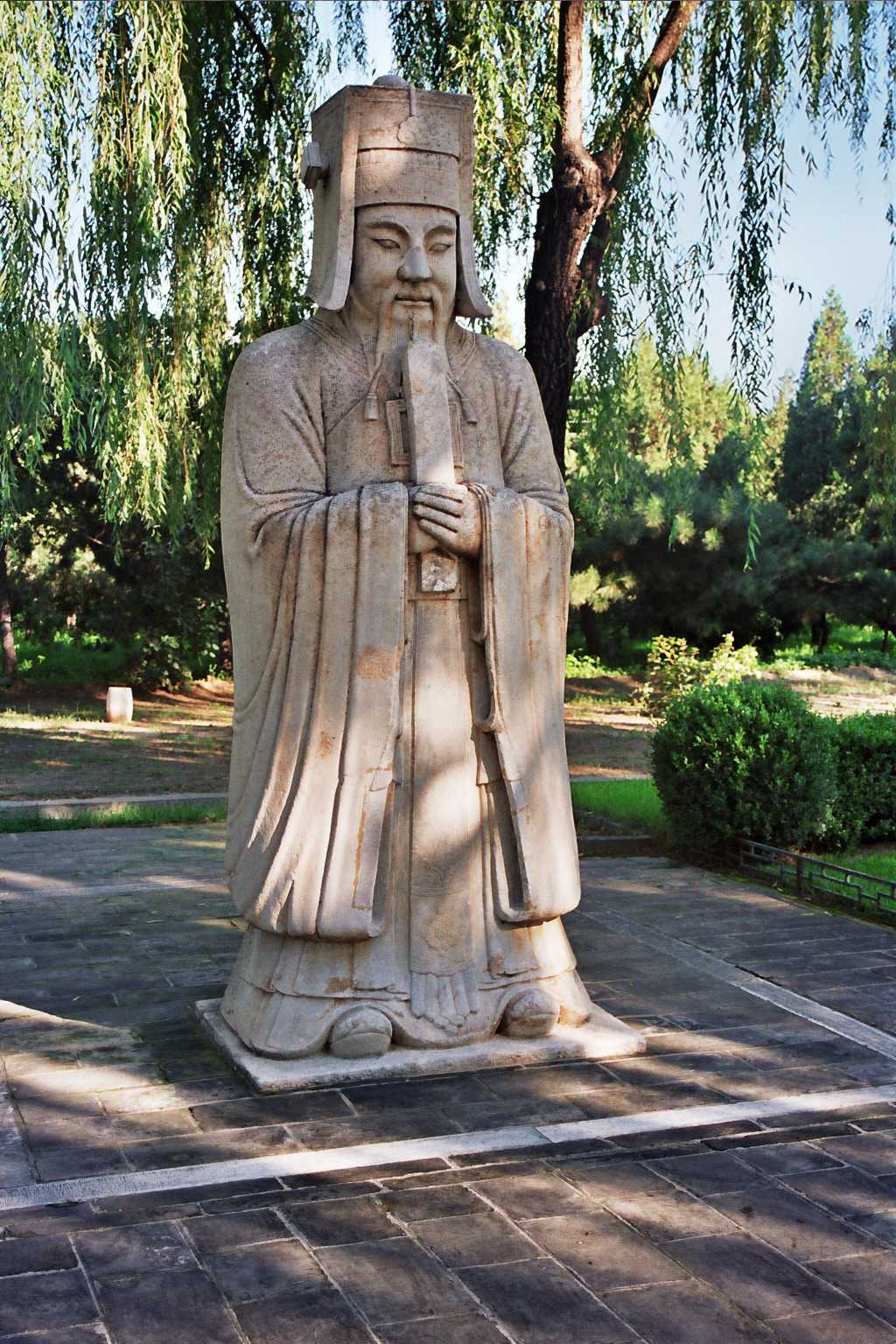
Statue de pierre de mandarin civil ou lettré
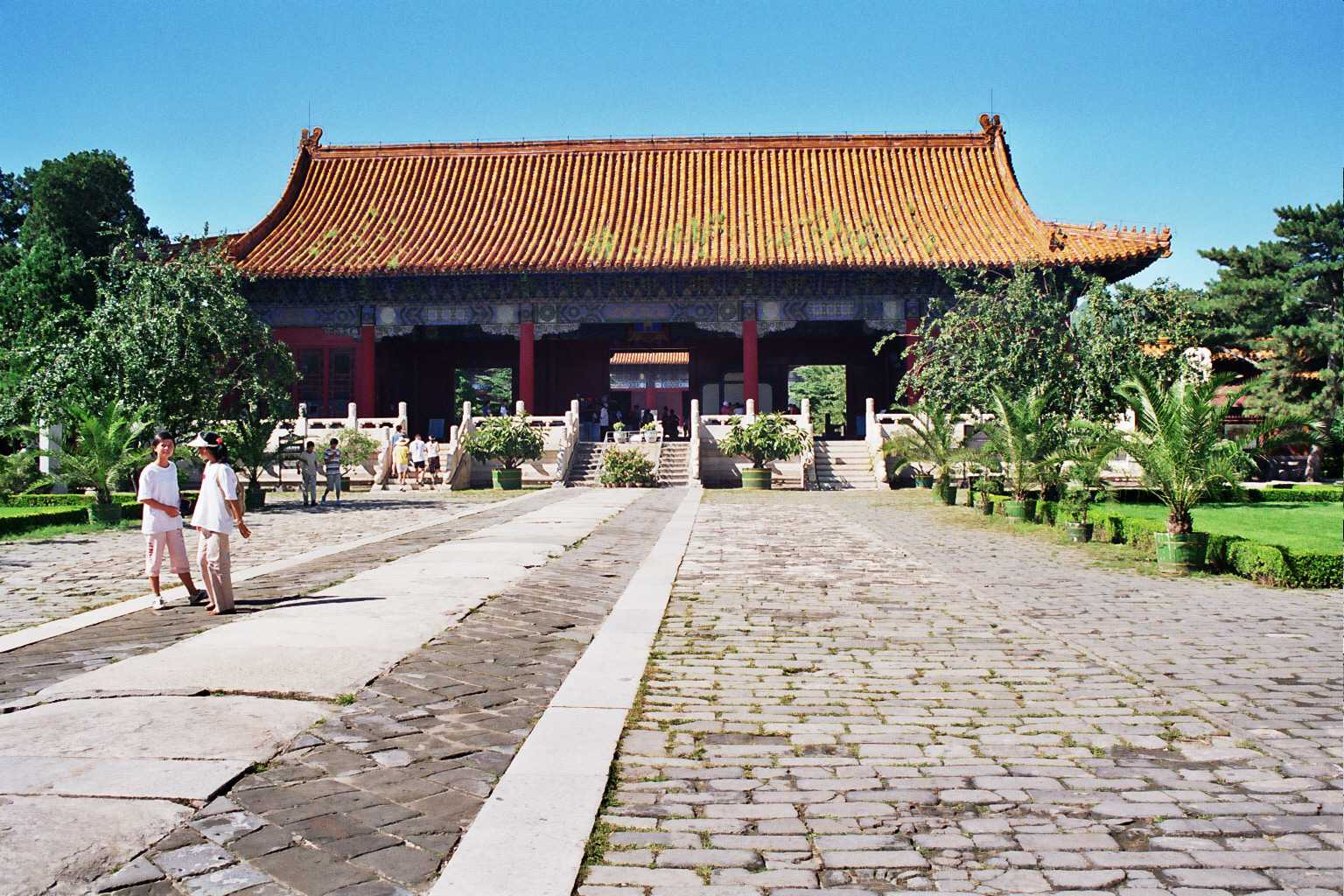
Porte Ling En (des faveurs éminentes) du tombeau de Yongle
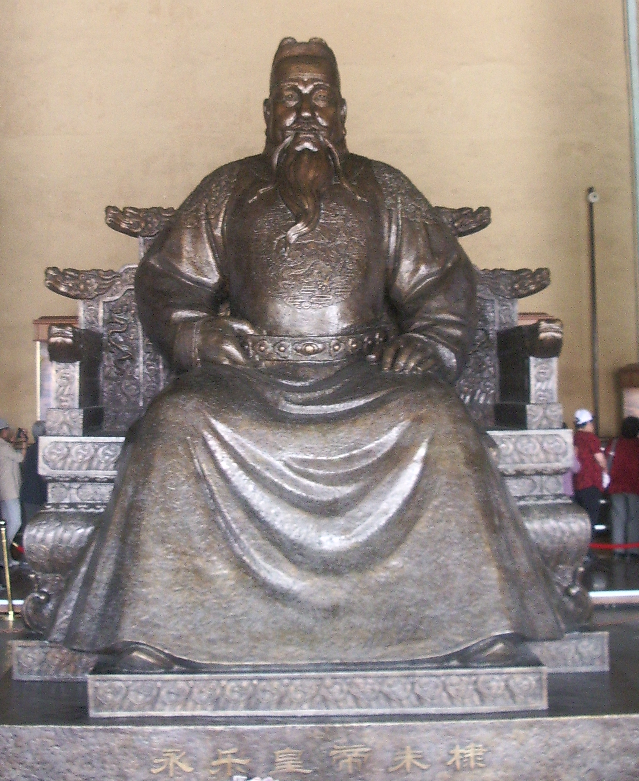
L'Empereur Yongle
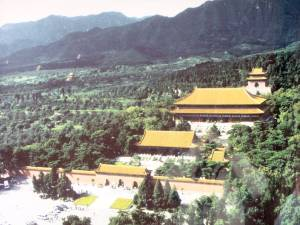
Tombeau Changling de l'empereur Yongle
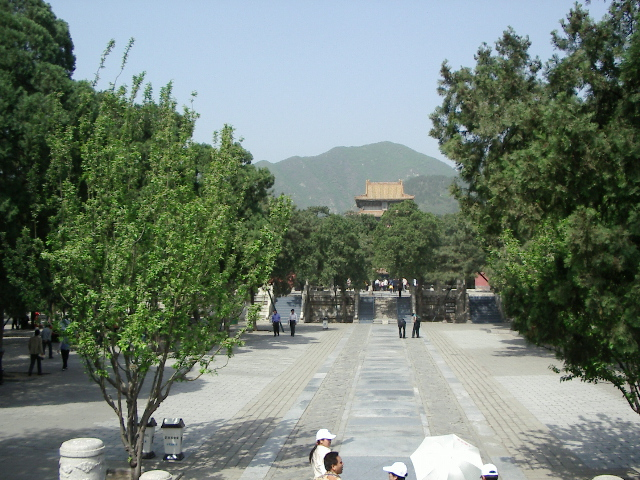
Tombeau Dingling de l'empereur Wanli
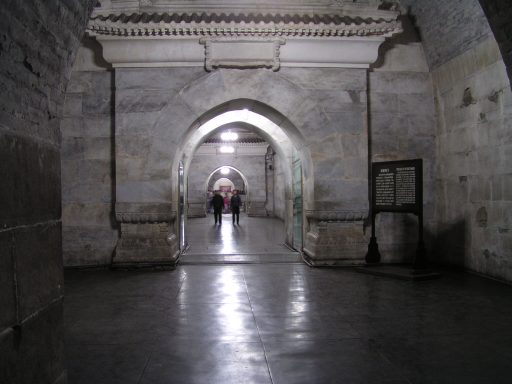
Intérieur du tombeau Dingling de l'empereur Wanli